# Comuna Sinhurî
Sinhurî (în ucraineană Сінгурівська сільська рада) este o comună în raionul Jîtomîr, regiunea Jîtomîr, Ucraina, formată din satele Dvireț, Preajiv, Sinhurî (reședința), Vîșneve și Volîțea.

## Demografie
Componența lingvistică a comunei Sinhurî
     Ucraineană (96,48%)
     Rusă (3,36%)
     Alte limbi (0,08%)
Conform recensământului din 2001, majoritatea populației comunei Sinhurî era vorbitoare de ucraineană (96,48%), existând în minoritate și vorbitori de rusă (3,36%).